# Makar Sankranti

vliegers

Makar Sankranti is een hindoefeest dat wordt gevierd in bijna alle delen van India en Nepal.
Het feest valt op 14 januari. Er wordt gevierd dat de zon in het sterrenbeeld Steenbok komt. Het is een van de weinige hindoefeesten die gerelateerd is aan de zon en daarom jaarlijks op een vaste dag van de westerse kalender valt.
Het feest wordt vooral op straat gevierd. Eén van de uitingen is het oplaten van kleurrijke vliegers. Hindoes geloven dat zij die op 14 januari sterven, hun reïncarnatiecyclus doorbreken en één worden met god.